# Tjautjas
Tjautjas/Cavccas è un'area urbana della Svezia situata nel comune di Gällivare, contea di Norrbotten, in Svezia.

## Popolazione
La popolazione rilevata nel censimento 2010 era di 234 abitanti .